# Lidia Komarova

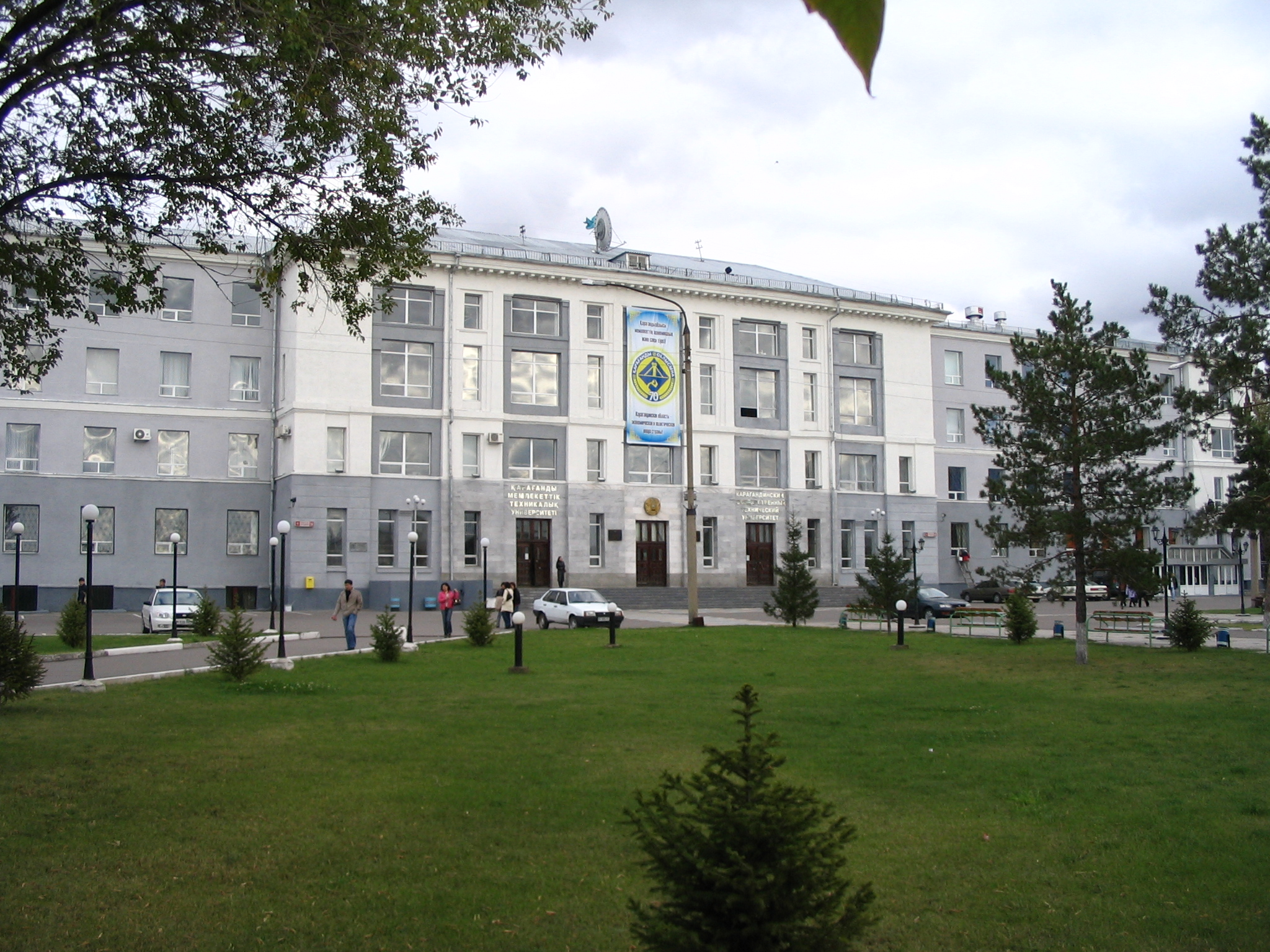
Lidia Komarova, Universidad Técnica de Karagandá

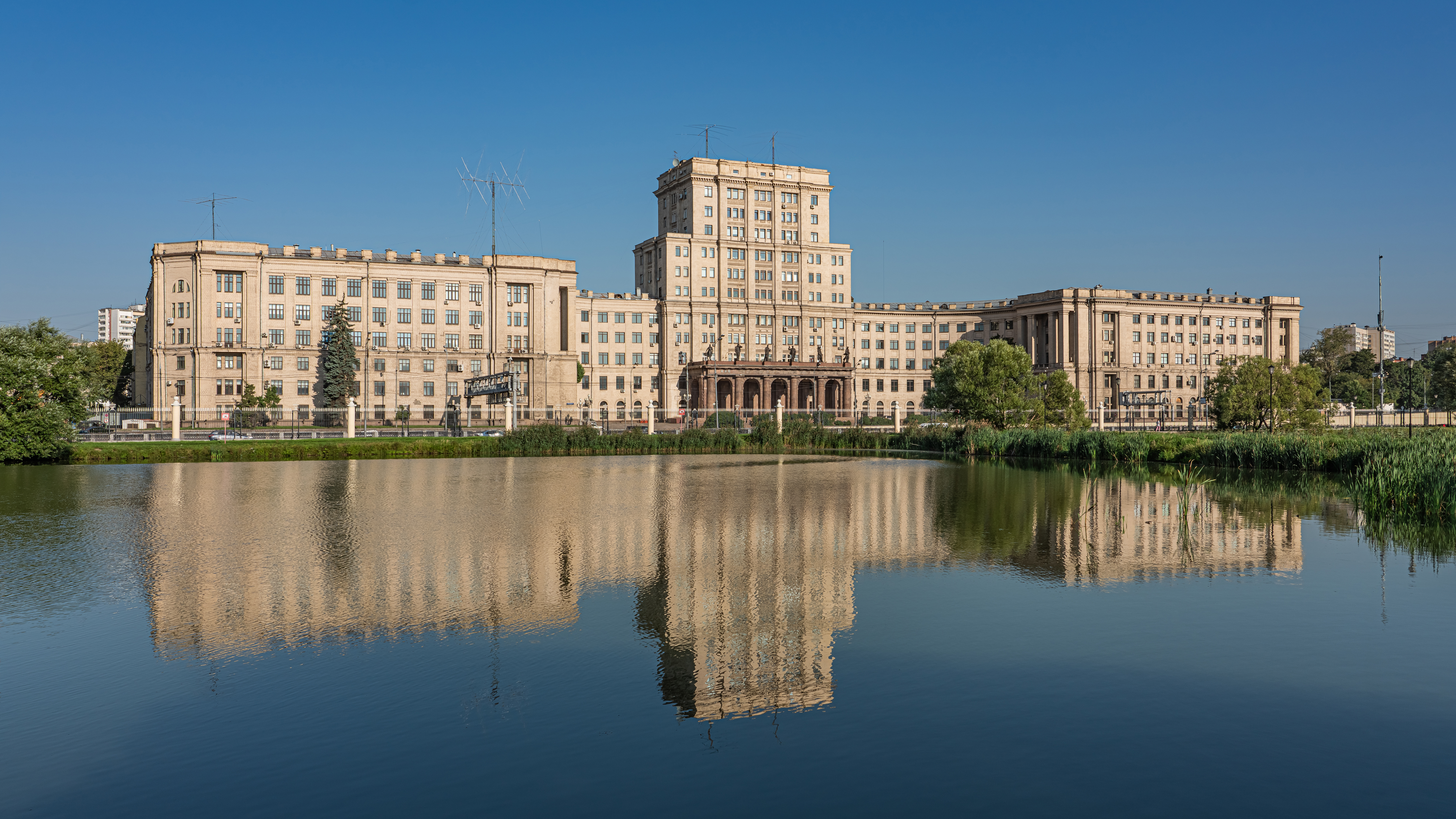
Lidia Komarova, Universidad Técnica Estatal Bauman de Moscú

Lidia Konstantínovna Komarova (Ivánovo-Voznesensk, Rusia, 6 de abril de 1902 - Moscú, Rusia, 24 de junio de 2002) fue una arquitecta rusa, pionera del movimiento plástico de vanguardia llamado Constructivismo y afiliada al grupo OSA (Unión de Arquitectos Contemporáneos). 

## Primeros años
Durante su niñez y adolescencia vivió en varias ciudades, finalmente llegó a Moscú en 1918. Su presencia en Moscú para la celebración del 1.º de mayo de 1918 perfiló sus motivaciones éticas y profesionales. Por un lado, marcó su interés por el Partido Comunista y por otro, la decoración conmemorativa urbana hizo que empezara a interesarse en el rol social del arte, entendiéndolo como parte fundamental de la transformación cultural que experimentaba la Rusia Soviética. Uno de los artistas involucrados en la decoración de la plaza Roja para esta fecha fue el arquitecto Aleksandr Vesnín, líder creativo de los constructivistas, quien más adelante será su mentor.

## Trayectoria
En 1919, empezó a estudiar pintura en los Talleres Libres Estatales de Arte (Svomas) con los artistas constructivistas Nadezhda Udaltsova, Liubov Popova y Aleksandr Drevin. En 1922, pasa a la facultad de arquitectura del “laboratorio de la modernidad rusa”: Vjutemás (Talleres Superiores Técnicos-artísticos del Estado, después instituto: Vjuteín) creados sobre las bases de los Svomas. En la facultad de arquitectura se desenvolvió en las dos principales corrientes vanguardistas, inicialmente estudió con el maestro Nikolái Ladovski (racionalista), después con Aleksandr Vesnín (constructivista). Permaneció en el círculo de la arquitectura constructivista y se afilió al grupo OSA (Unión de Arquitectos Contemporáneos), en el que formó parte del equipo de redacción de la revista Sovreménnaya Arjitektura. En esa plataforma publicó artículos de sus investigaciones.
Komarova es la arquitecta de las vanguardias ruso-soviéticas más reseñada en la literatura occidental, reconocida por sus expresivos dibujos y principalmente por su proyecto de fin de carrera (1929), un edificio para la sede de La Tercera Internacional en Moscú, que fue ampliamente difundido en revistas de arquitectura locales e internacionales. En esta propuesta expone su confianza en la tecnología, su interés en estructuras por entonces poco convencionales, y su audacia proyectual.
Uno de sus últimos diseños vanguardistas fue el proyecto de competición para el Palacio de los Sóviets (1932) que presentó en colaboración con Iliá Vainshtein y Yuri Mushinski. Desafortunadamente, sus diseños más emblemáticos, como sucedió con la mayor parte de la arquitectura rusa de los años veinte, quedaron en papel; mientras que sus edificios construidos fueron diseñados en el estilo Imperio estalinista (ru). De todas maneras, Komarova demostró sus amplios conocimientos constructivos y estéticos con la envergadura y calidad compositiva de estas últimas piezas obras.
En los períodos de recesión, Komarova continuó explorando su creatividad por distintas vías, realizó la reforma del Teatro Gonzaga (1939) y diseñó algunos edificios residenciales de baja altura. Durante la Gran Guerra Patria, diseñó las lápidas para los cementerios militares.
En 1947, empezó a trabajar en GIPROVUZ (ГИПРОВУЗ, Instituto Estatal para el Diseño de las Instituciones de Educación Superior) y se especializó en edificios para la educación. Diseñó y construyó el Instituto Politécnico de Karagandá, el Instituto de Minería de Kémerovo y el edificio principal para el Instituto Tecnológico de Moscú (Bauman) 1949-60.

## Premios y reconocimientos
En 1984, fue reconocida como «Arquitecta Honorífica de la República Socialista Federativa Soviética de Rusia», y en el año 2002, el Museo Estatal de Arquitectura Schúsev celebró su 100º aniversario con una exposición de su trabajo y un acto inaugural al cual Komarova asistió en silla de ruedas y ya con complicaciones de salud. Pese a su estado, se dirigió al público y pronunció las palabras: «¡Hacia el futuro, sin parar!».